# Jevgenij Šuklin
Jevgenij Šuklin, Shuklin (ur. 23 listopada 1985 w Głazowie) – litewski kajakarz, kanadyjkarz. Srebrny medalista olimpijski z Londynu.
Z pochodzenia jest Rosjaninem, urodził się w Udmurcji. Zawody w 2012 były jego pierwszymi igrzyskami olimpijskimi. Po medal sięgnął w rywalizacji kanadyjek jedynek na dystansie 200 metrów, wyprzedził go jedynie Ukrainiec Jurij Czeban. Czterokrotnie zdobywał w tej konkurencji brązowy medal mistrzostw świata, zajmując trzecie miejsce w 2006, 2007, 2009 i 2014. Był wielokrotnym medalistą mistrzostw Europy oraz dwukrotnym złotym medalistą uniwersjady w 2013.